# Hemibarbus
Hemibarbus – rodzaj słodkowodnych ryb z rodziny karpiowatych (Cyprinidae).

## Występowanie
Chiny, Korea, Mongolia, Rosja, Tajwan i Wietnam.

## Klasyfikacja
Gatunki zaliczane do tego rodzaju:
- Hemibarbus brevipennus
- Hemibarbus labeo – kończak[3] (wcześniej „koń biały”[4])
- Hemibarbus lehoai
- Hemibarbus longirostris
- Hemibarbus macracanthus
- Hemibarbus maculatus – koń pstry[5], koń plamisty[6]
- Hemibarbus medius
- Hemibarbus mylodon
- Hemibarbus qianjiangensis
- Hemibarbus songloensis
- Hemibarbus thacmoensis
- Hemibarbus umbrifer

Gatunkiem typowym jest Gobio barbus (=H. labeo).

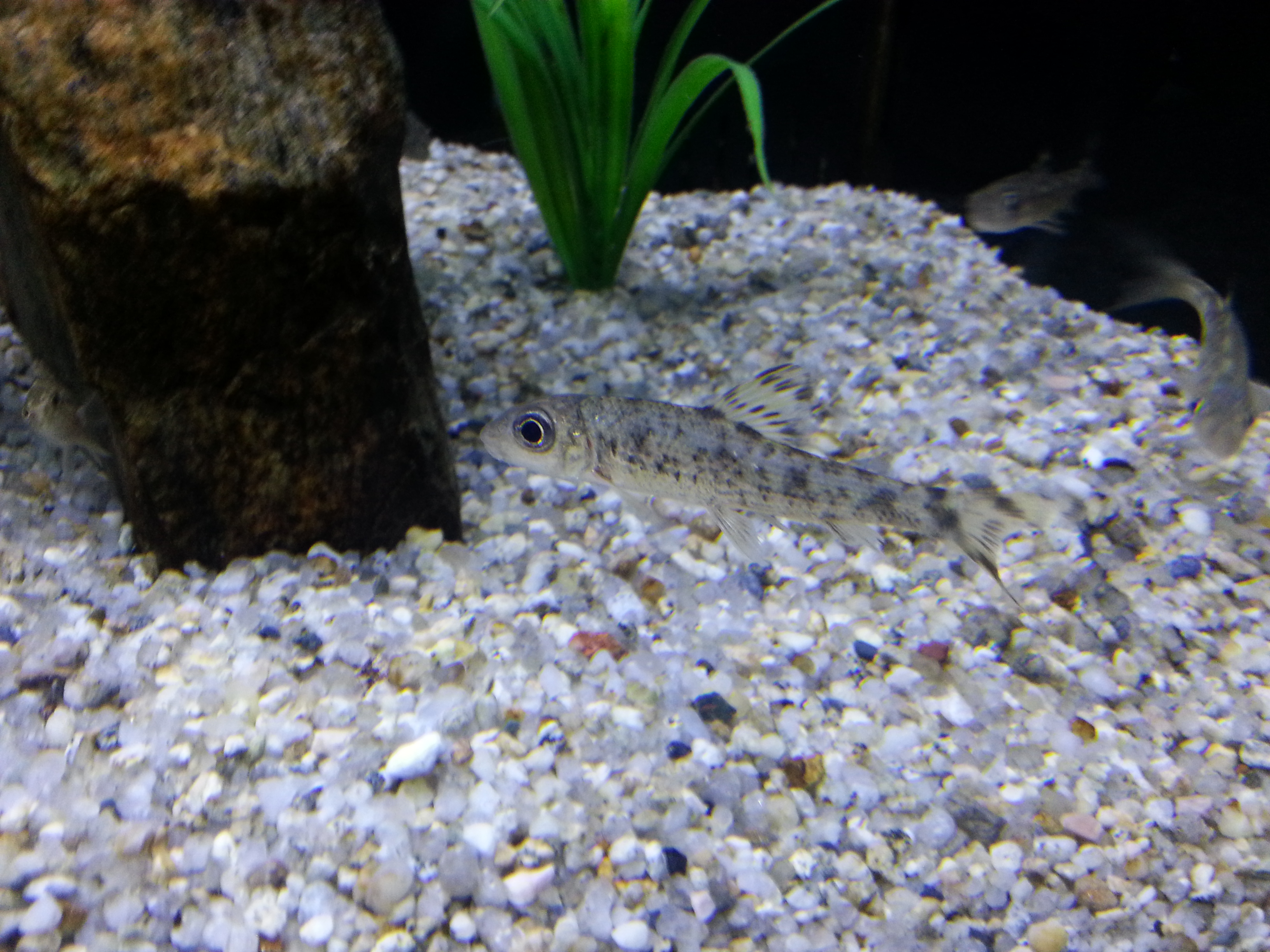
Hemibarbus mylodon